# Schodnica (gmina)
Schodnica – dawna gmina wiejska w powiecie drohobyckim województwa lwowskiego II Rzeczypospolitej. Siedzibą gminy była Schodnica.
Gminę utworzono 1 sierpnia 1934 r. w ramach reformy na podstawie ustawy scaleniowej z dotychczasowej gminy wiejskiej Schodnica.
Po II wojnie światowej obszar gminy znalazł się w ZSRR.